# Ruslands revolutioner
Rusland har i sin historie gennemgået flere revolutioner. Ruslands revolutioner omfatter traditionelt: 
- Den russiske revolution i 1905, der bestor af en række oprør og voldelige anti-regerings demonstrationer mod zar Nikolaj 2. af Rusland. Revolutionen førte til den første russiske forfatning og oprettelsen af det russiske parlament, Dumaen, men ændrede ikke meget ved zarens reelle magt.

Den kommunistiske revolution i 1917 opdeles normalt i to:
- Februarrevolutionen. En borgerlig revolution, der endte med, at zar Nikolaj 2. af Rusland abdicerede
- Oktoberrevolutionen. En kommunistisk revolution som endte med et kup mod den siddende regering og førte til Sovjetunionens oprettelse.

Når der refereres til den russiske revolution, refereres der normalt til Oktoberrevolutionen. Når der er tale om Februarrevolutionen, nævnes måneden altid. Ligeledes nævnes årstallet, når der er tale om revolutionen i 1905.